# Harro Eisele
Harro Eisele (* 4. Januar 1947 in Mannheim; † 11. Dezember 2015 in Rüsselsheim) war ein deutscher Fernsehredakteur.

## Leben
Nach dem Abitur erprobte sich Eisele in verschiedenen Studiengängen, um sich schließlich einem Schulmusikstudium zu widmen. 1970 wurde er beim Zweiten Deutschen Fernsehen als Redakteur in der Hauptredaktion „Theater und Musik“ eingestellt, die seinerzeit von Hanspeter Rieschel geleitet wurde. Eisele interessierte sich sehr für den Bühnentanz und rief 1974 die Programmreihe „Das internationale Tanztheater“ ins Leben, die bis zum Jahre 1990 immer am Sonntagabend wichtige Werke des neoklassischen Balletts, des zeitgenössischen Balletts sowie des Tanztheaters im Programm des Zweiten Deutschen Fernsehens sichtbar machte. Den Anstoß zu der Programmreihe lieferte ein Paket aus fünfzehn Produktionen von Balletten Georges Balanchines, die in den Studios der Bavaria in München von Leo Kirchs Firma Unitel aufgezeichnet worden waren. Demzufolge wurde auch die Eröffnungssendung der Programmreihe am 3. Juni 1974 aus diesem Paket bestritten: gezeigt wurden Balanchines Ballette „Divertimento from 'Le Baiser De La Fée' “ (1972) sowie „Symphony in C“ (1947). Im Verlauf der Programmreihe gingen unter anderem Pina Bauschs „Blaubart“, John Crankos „Brouillards“, Jiří Kyliáns „Symfoni in D“, John Neumeiers „Dritte Sinfonie von Gustav Mahler“, Hans van Manens „Septet Extra“ und Glen Tetleys „Greening“ über den Sender. Eisele verantwortete zudem die tanzbezogenen Sendeformate „Dancing“ (acht Sendungen, 1993–1994) und „Apropos Tanz“ (vier Sendungen, 1995) sowie Porträts der Tanzschaffenden Marcia Haydée, Reinhild Hoffmann und Glen Tetley. Nicht zuletzt vertrat er das ZDF auch bei der Planung und Durchführung des EBU-Wettbewerbsformats Eurovision Young Dancers und übernahm die Federführung für den Wettbewerb 1987, der im Schlosstheater Schwetzingen ausgetragen wurde.
Im Bereich der klassischen Musik zeichnete Eisele für die Formate „Musikwerkstatt“ (sieben Sendungen, 1988–1991), „Klassik am Morgen“ (1995–1998, hier auch Moderation) sowie „Musik und Landschaft“ (acht Sendungen, 1998–2001) verantwortlich und trat für die Programmreihe „Das Sonntagskonzert“ immer wieder als Autor in Erscheinung.

## Produktionen als Autor und Regisseur (Auswahl)
- Mendelssohn in Schottland: eine musikalische Reisebeschreibung (1983, zusammen mit Gerd Arnoldi)
- Die Sinnlichkeit des Boxhandschuhs: Reinhild Hoffmann und das Bremer Tanztheater (1987)
- Die Bilder des Adrian Marthaler: eine vorläufige Werkbetrachtung in vier Kapiteln und einem Epilog (1991)
- Von einem gerupften Engel und einem gefallenen Teufel.Impromptu auf ein Bühnentanzstück von Stephan Thoß (1998)

## Buchpublikationen
- Glen Tetley: Tänzer, Poet, Pionier, Bergisch Gladbach: Steiner 1996.
- Filellinistisches Fragment: 15 Gesänge nach teils zeitgebundenen, teils zeitlosen folkloristischen Motiven, Karlsruhe: INFO-Verlag 1973.